# Garindein
Garindein en francés, Garindaine en euskera, es una localidad y comuna francesa situada en el departamento de Pirineos Atlánticos, en la región de Aquitania y en el territorio histórico vascofrancés de Sola.

## Demografía
| Gráfica de evolución demográfica de Garindein entre 1800 y 2012 |
|                                                                 |

Fuentes: Ldh/EHESS/Cassini e INSEE.

## Economía
La principal actividad es la agrícola (ganadería, pastos).